# Садовый корпус Академии Художеств
[здание спроектировано] по самым строгим правилам древнего греческого зодчества в том намерении, чтоб учащиеся, во время их отдохновения гуляя по садовому месту и рассматривая сей образец изящного в греческой архитектуре, напитывались сим чувством и с самых молодых лет знакомились, в настоящем виде, с характеристикою древнего зодчества грек[ов]. … Дальнейшее мое намерение было — обширное сие гулевое место украсить с новою пользою для питомцев сей Академии другими, на тот же предмет, строениями. Я полагал устроить, в меньшем виде, ещё четыре портика, расположенных по обеим сторонам садового места при главном здании Академии: сии портики долженствовали служить фасадами четырёх больших мастерских для живописцев и ваятелей… Каждый портик, отличаясь особым вкусом, являл бы разные характеристики зодчества знаменитейших в древности народов, как-то египтян, персов, вторично греков и подражателей их римлян… Разные формы строений служили бы также предметами практического учения архитекторам, перспективным и декорационным живописцам.

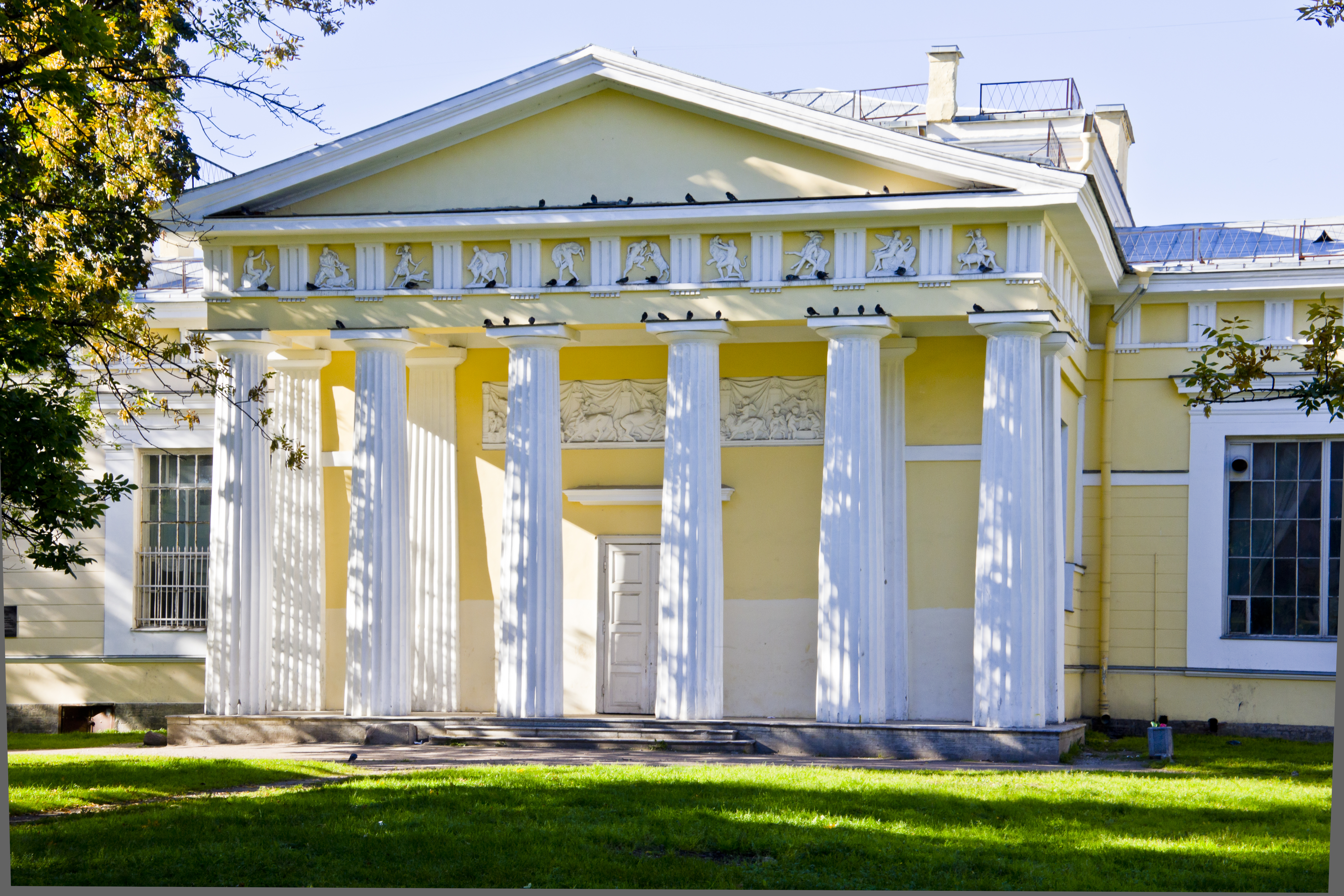
Портик с барельефами, крупный план

Садовый корпус Академии Художеств — памятник архитектуры. Расположен в Санкт-Петербурге, современный адрес дома — 3-я линия Васильевского острова, 2, 4-я линия Васильевского острова, 3.
Двухэтажное здание стоит по одной оси с главным зданием Академии Художеств к северу от сада. Построено в 1819—1821 годах А. А. Михайловым по задумке президента Академии художеств А. Н. Оленина. Предполагалось, что здесь будет большой двусветный зал рисования животных с натуры (с чучел), баня и прачечная; после перестройки в доме расположилось несколько мастерских.
Фасад украшен портиком с шестью колоннами дорического ордера с каннелюрами, но без баз. Стены рустованы, изначально у здания было два ряда окон, на втором этаже — полуциркульных, на первом — редко поставленных прямоугольных. Садовый корпус замыкает перспективу центральной аллеи, его портик композиционно связан с центральным ризалитом северного фасада главного здания Академии.
В 1840-е годы А. П. Брюллов построил по сторонам двухэтажные жилые корпуса, которые по проекту В. А. Кенеля в 1885—1887 годах надстроили ещё одним этажом каждый (жилые квартиры были и в изначальном проекте, но потом были исключены из него). С центральным корпусом их связывают переходы на арках. Тогда же был расширен и обнесён современной чугунной решёткой сад, расширены до современного вида окна корпуса. В западном жилом флигеле одними из первых жильцов были К. А. Тон и А. А. Тон, в восточном — П. В. Басин.
В отделе архитектуры музея Академии есть модель изначального проекта корпуса.
В Садовом корпусе в разные годы были мастерские П. К. Клодта, К. А. Тона, К. П. и А. П. Брюлловых, М. К. Аникушина. На 2020-е годы большую часть корпуса занимает деканат скульптурного факультета Института имени И. Е. Репина, в боковых флигелях расположены квартиры и мастерские института.